# Kanton Oud-Loosdrecht
Het kanton Oud-Loosdrecht was een kanton van het Franse Zuiderzeedepartement. Het kanton Oud-Loosdrecht maakte deel uit van het arrondissement Amsterdam.

## Gemeenten
Het kanton Oud-Loosdrecht omvatte de volgende gemeenten:
- Oud-Loosdrecht
- Nieuw-Loosdrecht
- Hilversum
- 's-Gravenland